# 赤崁 (梓官區)
赤崁，是臺灣高雄市梓官區的一個傳統地域名稱，位於該區西部。相較於今日行政區，其範圍大致包括赤崁里不含北部東側凸出部分及東端、赤東里不含東北部的東南大半部及西南半部的東南端、赤西里、禮蚵里不含東北部及西南部。

## 歷史
台灣日治初期，赤崁地區為一（舊制）街庄，稱為「赤崁庄」，隸屬於仁壽上里。該庄西北與漯底庄為鄰，東北與大舍甲庄為鄰，東邊及東南邊為茄苳坑庄，南邊為蚵仔藔庄，西南邊臨臺灣海峽。
1901年（日治明治三十四年）11月，全台設置二十廳，該庄隸屬於鳳山廳。1903年（明治三十六年）6月，該庄編入「梓官區」，隸屬於鳳山廳。1909年（明治四十二年）10月，合併二十廳為十二廳，梓官區改隸屬於臺南廳。1920年（大正九年），廢十二廳改設五州二廳，該庄改制為「赤崁」大字，隸屬於高雄州岡山郡彌陀庄（新制街庄）。
戰後彌陀庄改制為彌陀鄉，隸屬於高雄縣，大字亦改制為村。1950年高、屏分治，彌陀鄉仍隸屬於高雄縣。1951年4月，彌陀鄉一分為三，本地區改隸屬於梓官鄉。2010年12月25日，高雄縣市合併為新直轄市高雄市，梓官鄉改制為梓官區，村亦改制為里。

## 聚落
本地區發展較早的聚落為赤崁，在日治期初期的官方地圖上已有記載。

## 交通
省道台19甲線是鹽水區鹽水至梓官區赤崁的幹道，其南側端點（終點）在本地區赤崁聚落的區道高23線路口。由此北行可前往梓官區梓官市區、岡山區、阿蓮區、臺南市關廟區等地。
區道高23線是彌陀至典寶的道路。

## 學校
- 蚵寮國小（位於本地南部與頂蚵子寮交界地帶）